# 산청 심적사 추파당대사 승탑 및 탑비
산청 심적사 추파당대사 승탑 및 탑비(山淸 深寂寺 秋波堂大師 僧塔 및 石碑)는 대한민국 경상남도 산청군 산청읍 내리, 심젃사에 있는 조선시대의 승탑 및 탑비이다.
2003년 6월 12일 경상남도의 유형문화재 제388호 산청 심적사 추파당 대사 부도 및 석비로 지정되었다가, 2018년 12월 20일 현재의 명칭으로 변경되었다.

## 개요
조선시대 불교조각사 연구에 중요한 학술적 자료로서, 조선시대 후기에 일반적으로 보이는 석종형 부도와 석비로 석비의 비문내용이 뚜렷하여 조선 후기 경남지역의 석조물과 금석문 연구에 대한 학술적 가치가 있다.
부도는 ‘구연탑(九淵塔)‘이라고 새겨져 있는데, 부도 상단에는 연꽃봉오리형의 보주가 반원형으로 돌출되어 있고 그 아래쪽에는 첨형의 단판계앙련 형식의 13판 연화문이 장식되어 있으며, 그 위쪽으로는 판 끝이 둥근 5판 연화문을 배치하고 있다.

## 지정 사유
추파당대사와 세암대사의 부도는 조선시대 후기 부도로서 비문 내용상 조성연대와 제작자를 확인할 수 있으므로 조선 후기 석조물 연구에 학술적 가치가 있다고 판단되어 유형문화재로 지정 보존·관리함이 타당하다고 사료된다.

## 참고 문헌
- 산청 심적사 추파당대사 승탑 및 탑비 - 국가유산청 국가유산포털